# 1916 a filmművészetben

## Események
- február 26. – Charles Chaplin a Mutural filmhez szerződik. A szerződés aláírásakor 150 ezer dollárt kap.
- június 16. – Létrejön a Famous Players Lasky Corporation.
- szeptember 14. – Samuel Goldfish otthagyja a Laskyt és megalapítja a Goldwyn Pictures Corporationt.
- november 19. – Samuel Goldfish (későbbi neve Samuel Goldwyn) és Edgar Selwyn létrehozza a Goldwyn Company-t (a cégnél később a legsikeresebb független filmesek kezdenek el tevékenykedni).

## Filmbemutatók
- The Battle of the Somme, dokumentum
- Energetic Eva – főszereplő Eva Tanguay
- Ultus and the Grey lady – rendező George Pearson
- Homunculus – rendező Otto Rippert
- Cenere (Hamu) – rendező Febo Mari
- Pikovaja Dama (A pikk dáma) – rendező Jakov Protazanov
- Türelmetlenség – rendező D. W. Griffith, főszereplő Lillian Gish, Constance Talmadge

## Magyar filmek
- Ártatlan vagyok! – rendező Janovics Jenő
- Ciklámen – rendező Korda Sándor
- Doktor úr – rendező Kertész Mihály
- A dolovnai nábob leánya – rendező Janovics Jenő
- Az egymillió fontos bankó – rendező Korda Sándor
- Az elítélt – rendező Garas Márton
- Elnémult harangok – rendező Balogh Béla
- Az ezüst kecske – rendező Kertész Mihály
- A falu rossza – rendező Pásztory M. Miklós
- Farkas – rendező Kertész Mihály
- Fehér éjszakák – rendező Korda Sándor
- A fekete szivárvány – rendező Kertész Mihály
- A grófnő betörői – rendező Illés Jenő
- A gyónás szentsége – rendező Janovics Jenő
- A hadtest parancsnok – rendező Mérei Adolf
- Házasság a Lipótvárosban – rendező Illés Jenő
- Hófehérke – rendező Garas Márton
- Jobb erkölcsöket – rendező Illés Jenő
- János vitéz – rendező Illés Jenő
- A Karthausi – rendező Kertész Mihály
- A kétszívű férfi – rendező Korda Sándor
- A könnyelmű asszony – rendező ifj. Deésy Alfréd
- A magyar föld ereje – rendező Kertész Mihály
- Maki állást vállal – rendező Balogh Béla
- Makkhetes – rendező Kertész Mihály
- Mesék az írógépről – rendező Korda Sándor
- Mire megvénülünk – rendező ifj. Uher Ödön
- Monna Vanna – rendező Illés Jenő
- Mágnás Miska – rendező Korda Sándor
- Méltóságos rabasszony – rendező Janovics Jenő
- A nagymama – rendező Korda Sándor
- A nevető Szaszkia – rendező Korda Sándor
- A peleskei nótárius – rendező Janovics Jenő
- Petőfi dalciklus – rendező Janovics Jenő
- Soha többé, mindörökké – rendező Mérei Adolf
- A szerencse fia – rendező Garas Márton
- A szobalány – rendező Mérei Adolf
- Szulamit – rendező Illés Jenő
- Az újszülött apa – rendező Illés Jenő
- Vergődő szívek – rendező Garas Márton, Janovics Jenő és Korda Sándor (nincs a stáblistán)
- A világ csak hangulat – rendező Illés Jenő

## Rövidfilm-sorozatok
- Harold Lloyd (1913–1921)
- Charlie Chaplin (1914–1923)

## Születések
- január 3. – Betty Furness, színésznő, († 1994)
- január 3. – Maxene Andrews, énekes, színésznő, († 1995)
- január 4. – Lionel Newman, zeneszerző († 1989)
- február 14. – Masaki Kobayashi, rendező († 1996)
- február 26. – Jackie Gleason, színész († 1987)
- február 29. – Dinah Shore, énekes, színésznő, († 1994)
- március 17. – Mercedes McCambridge, színésznő († 2004)
- március 26. – Sterling Hayden, színész († 1986)
- április 5. – Gregory Peck, színész († 2003)
- május 1. – Glenn Ford, színész († 2006)
- május 16. – Adriana Caselotti, énekes, hang színésznő († 1997)
- június 12. – Irwin Allen, rendező, producer († 1991)
- június 14. – Dorothy McGuire, színésznő († 2001)
- június 23. – Irene Worth, színésznő († 2002)
- július 27. – Keenan Wynn, színész († 1986)
- július 1. – Olivia de Havilland, színésznő
- augusztus 25. – Van Johnson, színész († 2008)
- augusztus 27. – Martha Raye, színésznő († 1994)
- szeptember 13. – Dick Haymes, színész († 1980)
- szeptember 15. – Margaret Lockwood, színésznő († 1990)
- szeptember 18. – Rossano Brazzi, színész († 1994)
- szeptember 27. – Képessy József szinkronszínész († 1990)
- november 30. – Somogyvári Rudolf színész († 1976)
- december 9. – Kirk Douglas, színész
- december 18. – Betty Grable, színésznő († 1973)
- december 28. – Peter Finch, színész († 1977)